# Maisons-Laffitte
Maisons-Laffitte je město v severozápadní části metropolitní oblasti Paříže ve Francii v departmentu Yvelines a regionu Île-de-France. Od centra Paříže je vzdálené 18,2 km.

## Geografie
Sousední obce: Saint-Germain-en-Laye, Mesnil-le-Roi, Sartrouville a Cormeilles-en-Parisis.

## Demografie
Vývoj počtu obyvatel 

## Osobnosti města
- Philippe Jaroussky (* 1978), operní pěvec-kontratenor a mezzosopran

## Partnerská města
- Newmarket, Anglie, Spojené království, 1954
- Remagen, Porýní-Falc, Německo, 1980